# Hà Tuyên
Hà Tuyên là một tỉnh cũ ở cực bắc Việt Nam. Địa giới hành chính tỉnh Hà Tuyên tương ứng với tỉnh Tuyên Quang ngày nay.

## Địa lý
Tỉnh Hà Tuyên nằm ở cực bắc Việt Nam, có vị trí địa lý: 
- Phía bắc giáp tỉnh Vân Nam và tỉnh Quảng Tây (Trung Quốc)
- Phía nam giáp tỉnh Vĩnh Phú
- Phía đông giáp tỉnh Cao Lạng và tỉnh Bắc Thái
- Phía tây giáp tỉnh Hoàng Liên Sơn.

## Diện tích, dân số
- Diện tích (1991): 13.631 km²
- Dân số (1991): 1.026.367 người

## Lịch sử
Tỉnh Hà Tuyên được thành lập vào ngày 27 tháng 12 năm 1975 theo nghị quyết của Quốc hội trên cơ sở hợp nhất hai tỉnh Hà Giang và Tuyên Quang.
Khi hợp nhất, tỉnh Hà Tuyên bao gồm 2 thị xã: thị xã Tuyên Quang, thị xã Hà Giang và 13 huyện: Bắc Quang, Chiêm Hóa, Đồng Văn, Hàm Yên, Hoàng Su Phì, Mèo Vạc, Na Hang, Quản Bạ, Sơn Dương, Vị Xuyên, Xín Mần, Yên Minh, Yên Sơn. Tỉnh lỵ của tỉnh ban đầu được đặt tại thị xã Hà Giang và đến năm 1979 được dời về thị xã Tuyên Quang.
Tỉnh Hà Tuyên đã từng chịu thiệt hại nặng nề nhất trong cuộc chiến tranh biên giới Việt-Trung vào năm 1979.
Ngày 18 tháng 11 năm 1983, thành lập huyện Bắc Mê trên cơ sở tách 10 xã thuộc huyện Vị Xuyên.
Từ đó, đơn vị hành chính của tỉnh bao gồm: thị xã Tuyên Quang (thủ phủ), thị xã Hà Giang và 14 huyện: Bắc Mê, Bắc Quang, Chiêm Hóa, Đồng Văn, Hàm Yên, Hoàng Su Phì, Mèo Vạc, Na Hang, Quản Bạ, Sơn Dương, Vị Xuyên, Xín Mần, Yên Minh, Yên Sơn.
Ngày 12 tháng 8 năm 1991, kỳ họp thứ 9 Quốc hội khóa VIII ra nghị quyết chia tỉnh Hà Tuyên để tái lập tỉnh Hà Giang và tỉnh Tuyên Quang:
- Tỉnh Hà Giang gồm thị xã Hà Giang và 9 huyện: Bắc Mê, Bắc Quang, Đồng Văn, Hoàng Su Phì, Mèo Vạc, Quản Bạ, Vị Xuyên, Xín Mần, Yên Minh.
- Tỉnh Tuyên Quang gồm thị xã Tuyên Quang và 5 huyện: Chiêm Hóa, Hàm Yên, Na Hang, Sơn Dương, Yên Sơn.